# Jinh Yu Frey
Jinh Yu Frey (* 20. Mai 1985 in Arkansas) ist eine US-amerikanische MMA-Kämpferin, die bei der UFC unter Vertrag steht. 

## Leben
Jinh Yu Frey wurde 1985 in Arkansas geboren und wuchs in Texas auf. Geboren als zweites von vier Kindern, hat sie asiatische Wurzeln. Ihr Vater war Koreaner. Nachdem sie Amarillo College, Fachrichtung Nuklearmedizin, absolviert hatte, studierte sie an der Midwestern State University. 2015 machte Jinh Yu Frey ihren Master-Abschluss an der University of Texas at Arlington. Sie ist mit Douglas Frey verheiratet.